# Скот Чипърфилд
Скот Кенет Чипърфилд (на английски: Scott Kenneth Chipperfield) е австралийски футболист, роден на 30 декември 1975 г. в Сидни. Играе в отбора на Базел, а до 2010 г. и за националния отбор на Австралия, с който участва на две световни първенства.

## Клубна кариера
Чипърфилд започва професионалната си кариера в Уолонгонг. С този отбор печели две шампионски титли на Нешънал Сокър Лийг и веднъж Шампионската лига на ОФК. Освен това два пъти печели Медал Джони Уорън за най-добър играч в австралийското първенство и веднъж Медал Джо Марстън за най-добйр играч в Големия финал на първенството. През 2001 г. преминава в швейцарския Базел, където също се превръща в основен играч и печели по пет пъти Швейцарската Суперлига и Купата на Швейцария.

## Национален отбор
За Австралия Чипърфилд записва 68 мача и 12 гола в периода 1998 – 2010 г. Отказва се от националния отбор след последния мач на състава на Световното първенство през 2010 г. С отбора на „кенгурата“ Чипърфилд участва на Световното първенство през 2006 г. и 2010 г., Океанската купа на нациите през 1998, 2000 и 2002 г. (през тази година австралийската футболна федерация е във финансова криза и играчите сами трябва да платят пътуването си до Нова Зеландия, а Чипърфилд е единственият футболист, играещ в европейско първенство, който приема повиквателната) и Купата на конфедерациите през 2001 и 2005 г.

## Успехи
Уолонгонг
- Нешънал Сокър Лийг
  - Шампион: 2000, 2001
- Шампионска лига на ОФК
  - Шампион: 2001
- Медал Джони Уорън
  - Носител: 2000, 2001
- Медал Джо Марстън
  - Носител: 2000

 Базел
- Швейцарска Суперлига
  - Шампион: 2002, 2004, 2005, 2008, 2010
- Купа на Швейцария
  - Носител: 2002, 2003, 2007, 2008, 2010
- Уренкъп
  - Носител: 2003, 2006, 2008
- Най-добър играч на Базел за сезона
  - Носител: 2004, 2010

 Австралия
- Океанска купа на нациите
  - Шампион: 2000
  - Вицешампион: 1998, 2002
- Купа на конфедерациите
  - Трето място: 2001